# Pål André Helland
Pål André Helland (Orkanger, 1990. január 4. –) visszavonult norvég válogatott labdarúgó, posztját tekintve középpályás.

## Pályafutása

### A válogatottban
2005-ben volt az első nemzetközi mérkőzése Norvégia U15-ös csapatában. Ezt követően szerepelt norvég U17-es, U18-as és U19-es csapataiban is.
2015. június 8-án mutatkozott be a norvég válogatottban egy  Svédország elleni barátságos mérkőzésen.
Első és egyetlen válogatott gólját az Izland elleni barátságos találkozón szerezte.